# Objaw dzwonu śmierci
Objaw dzwonu śmierci – objaw kliniczny uwidaczniający się najczęściej przy niedrożności jelit, gdy ustają ruchy perystaltyczne, a badający przykładając stetoskop przy podbrzuszu, słyszy tętno aorty niezagłuszone przez ruchy perystaltyczne jelit.